# 칼리포사우루스
칼리포사우루스(학명:Californosaurus perrini)는 어룡목 메리아모사우루스과에 속하는 어룡이다. 지금은 멸종된 종으로서 전체적인 몸길이가 3m인 작은 어룡에 속한다.

## 특징
긴 코의 머리는 믹소사우루스나 킴보스폰딜루스 같은 기초 익룡에서처럼 나머지 신체에 비해 작다. 꼬리는 아래쪽으로 급격히 꺾여 있는데 이는 보다 발달한 어룡과 공통적으로 작은 수직 요행수를 가지고 있다. 등지느러미가 작았을지도 모른다. 성전 척추골(45개 또는 50개)이 적다. 팔랑어(숫자뼈)는 원형이고 간격도 넓어 지느러미가 둥근 모양을 하고 있다. 그것은 길이가 3미터였다. 양턱에는 톱니 모양의 삼각형 모양을 가진 총 15~20개의 세랭된 이빨을 가지고 있다. 그것은 물고기와 다른 작은 해양 생물들을 먹이로 삼았다. 다른 어룡들과 마찬가지로 그것은 아마도 마른 땅으로 모험을 한 적이 없을 것이고 물 속에서 자신의 어린 개체를 낳았다. 분류학적으로 보면  칼리포사우루스'(캘리포니아의 도마뱀)'는 캘리포니아의 로어 호스셀쿠스 석회암(카르니안, 후기 트라이아스기)에서 멸종한 해양 파충류인 어룡의 한 속이다. 메리암(1902)은 샤스타사우루스의 새로운 종인 S. 페리니라고 묘사했다. 그는 후에 이 종을 샤스타사우루스 형과 일반적으로 구별하여 S. 페리니를 위한 델피노사우루스를 세웠다. 그러나 델피노사우루스는 이전에 유럽과 러시아의 알비안-케노만 퇴적물로부터 안공룡으로 사용되어 왔으며 쿤(1934년)은 대체 명칭인 칼리포사우루스를 제공하였다. 메리암(1938년)은 델피노사우루스를 대체하기 위해 페리노사우루스를 독자적으로 세웠지만 이는 주니어 객관적 동의어이다.

## 생존시기와 서식지와 화석의 발견
칼리포사우루스가 생존했던 시기는 중생대의 트라이아스기 후기로서 지금으로부터 2억년전~1억 8000만년전에 생존했던 종이다. 생존했던 시기에는 북아메리카를 중심으로 하는 동부 태평양에서 주로 서식했던 종이다. 화석의 발견은 1934년에 미국 캘리포니아의 트라이아스기에 형성된 지층에서 미국의 고생물학자들에 의하여 처음으로 화석이 발견되어 새롭게 명명된 종이다.

## 같이 보기
- 파충류
- 중생대
- 트라이아스기
- 어룡
- 화석